# 큰가짜문둥이박쥐
큰가짜문둥이박쥐(Hesperoptenus tomesi)는 애기박쥐과에 속하는 박쥐의 일종이다. 말레이시아에서만 발견된다.

## 특징
전완장이 50~53mm이고 꼬리 길이가 49~53mm인 중간 크기의 박쥐로 귀 길이는 17~18mm이고 몸무게는 최대 32g이다.

## 생태
물 위와 같은 앞이 트인 공간에서 날아다니는 곤충을 잡아 먹는다.

## 분포 및 서식지
말레이반도 중부와 보르네오섬 북부 사바주, 태국 펫차부리주의 카엥 크라찬 국립공원에서 발견된다. 일차림 저지대 우림에서만 서식한다. 태국에서는 교란을 받지 않는 산악 상록수림에서도 발견된다.